# Teologia razionale
La teologia razionale (o teologia naturale) è la branca della teologia che si caratterizza per il tentativo di dimostrare, a partire dall'uso della sola ragione, l'esistenza e gli attributi ontologici di Dio. Più precisamente, secondo Johann August Eberhard, autore di formazione wolffiana che nel 1781 pubblica una preparazione alla teologia naturale, è «la conoscenza scientifica dell'esistenza e degli attributi divini basata sulla ragione». Già implicito nella Scolastica medievale, il termine compare nell'opera postuma (1484, ma scritta nel 1434-1436) di Raymond Sebond (c. 1385-1436), entra nell'uso filosofico a partire da Francesco Bacone, e si diffonde in ambiente leibniziano a partire da Christian Wolff nel 1700.
Ripresa da Kant (che ne critica il valore conoscitivo), essa si oppone alla teologia rivelata, che fonda i suoi asserti sulla fonte testuale delle Sacre Scritture e/o dei Dogmi ecclesiastici.
Nel tempo il termine è stato soppiantato da quello di teologia fondamentale in ambiente confessionale cattolico e da filosofia della religione nell'ambito filosofico continentale, mentre resiste in ambito filosofico analitico.